# حی المنفوحه الجدیده
حی المنفوحه الجدیده یک منطقهٔ مسکونی در عربستان سعودی است که در ریاض واقع شده‌است.